# Холмская (река)
Холмская (устар. Уэндомари) — река на острове Сахалин. Протекает по территории Холмского муниципального округа Сахалинской области России.
Длина реки — 7,5 км. Площадь водосборного бассейна составляет 12,7 км².
Начинается на Южно-Камышовом хребте. Общее направление течения с востока на запад. В долине реки расположена улица Мичурина города Холмск. Впадает в залив Невельского Татарского пролива.

## Данные водного реестра
По данным государственного водного реестра России относится к Амурскому бассейновому округу.
Код объекта в государственном водном реестре — 20050000212118300007127.